# Mineur (métier)
Pour les articles homonymes, voir Mineur.

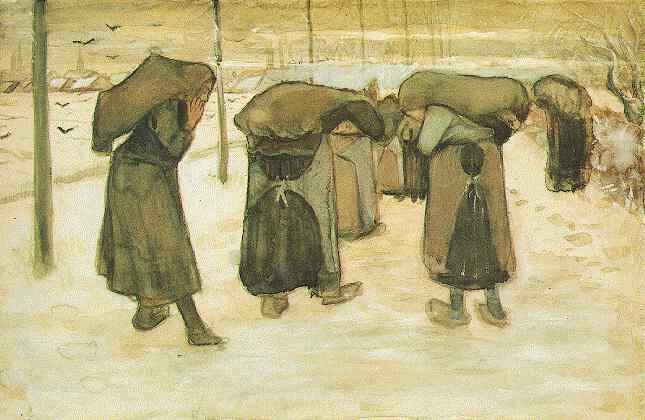
Femmes de mineurs, par Théo Van Gogh.

Un mineur est une personne travaillant dans une mine.
Le travail dans les mines, pénible et dangereux, concerne aussi bien les hommes que les enfants et les femmes. La silicose est une des séquelles du métier.
La sainte patronne des mineurs est sainte Barbe.

## Métiers de la mine
On appelait « galibot » un jeune mineur  et « porion » le chef de fond. Gueule noire  était le nom donné à tous les mineurs ainsi qu'à ceux qui travaillaient avec le charbon (soutier, agent de conduite des trains vapeur), par analogie aux gueules jaunes qui désignent les ouvriers des mines de fer.
Les principaux métiers de la mine étaient ou sont les suivants :
- au fond
  - Piqueur : mineur chargé d'abattre le minerai, initialement à l'aide d'un pic, puis avec un marteau-piqueur. C'est le plus exposé aux dangers (coup de grisou, coup de poussière, éboulement).
  - Haveur : mineur pratiquant des entailles dans la roche pour faciliter l'extraction de la houille ("l'abattage").
  - Herscheur, herscheuse : chargé(e) de remplir et pousser les berlines (wagons).
  - Boiseur : chargé du boisage (étayage) et de son entretien.
  - Ouvrier du rocher ou piqueur : chargé de percer la roche pour atteindre la veine de minerai, initialement au pic et à la barre à mine, puis à la dynamite. C'est le plus exposé à la silicose.
  - Monteuse de charbon : en Écosse, femme ou enfant chargée de remonter par une échelle le charbon entassé dans une hotte dorsale et fixé à leur front par une sangle[3].
  - Boutefeu : chargé des tirs de mine, c'est-à-dire de l'utilisation des explosifs.
  - Freinteur : constructeur des treuils.
  - Receveur : placé à la « recette » (porte de l’ascenseur), il est chargé de la circulation verticale.
  - Palefrenier : pour le soin aux chevaux.
- en surface (au jour) :
  - Machiniste : chargé du fonctionnement des machines (pompes, ascenseurs).
  - Trieur, trieuse : chargé du tri entre la roche et le minerai. Ce métier est également très exposé à la silicose.
  - Lampiste : chargé de l'entretien et de la distribution des lampes.

De nos jours, le travail est largement mécanisé.

## Risques
Dans les mines d'uranium, les fortes concentrations en gaz radon fortement radioactif sont un risque conduisant à des cancers du poumon, mis en évidence par des études statistiques, et le rapport Thomas/MacNeil de 1982. D'après les autorités françaises, officiellement, les mineurs français ne seraient pas davantage exposés au cancer du poumon et au cancer du larynx que la moyenne, contrairement à ce qui a été constaté à l'étranger.
Dans les mines en général, la silicose est une maladie professionnelle.
Le danger des mines d'uranium a conduit à la mise en place de mesures spécifiques.
Dans les mines de charbon pouvaient se produire des « coups de grisou », une explosion qui a lieu lorsque ce gaz entre contact avec l'air. L'explosion la plus meurtrière en France est celle de Courrières en 1906, bien qu'elle ne puisse être attribuée officiellement au grisou. Elle fait environ 1 000 morts.
Une explosion en France a lieu le 27 décembre 1974, dans la mine de mine de Liévin. Elle cause 42 morts. Cette explosion est connue sous le nom de catastrophe de Liévin.

## Conditions de travail

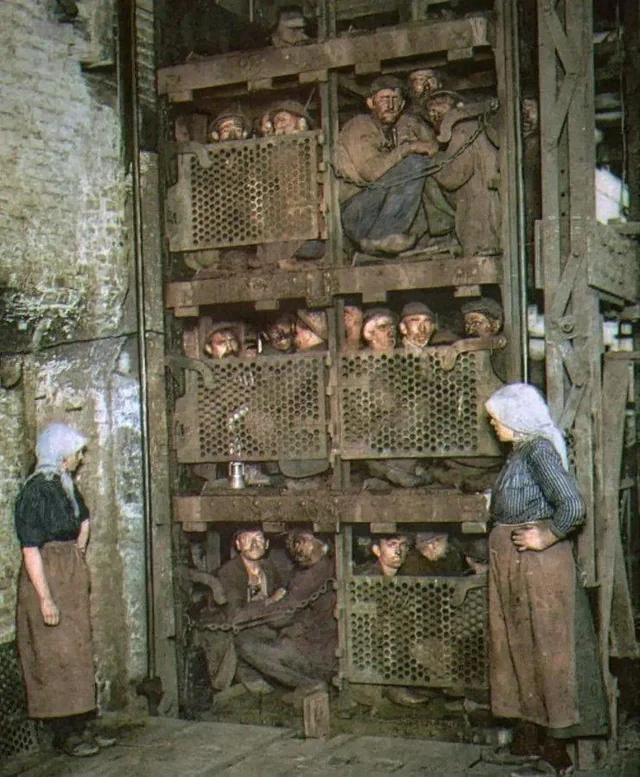
Conditions de travail des mineurs en 1900

Si en France le travail de fond (mais pas de surface) est officiellement interdit aux femmes et aux enfants en 1874, et perdure quelques années, s'il disparait progressivement dans les autres pays européens, il demeure répandu en 2020 pour les fillettes et les garçons dans plusieurs pays d'Afrique.
En 1995, la Convention sur la sécurité et la santé dans les mines (C176) est adoptée par l'O.I.T.
Le "Livre III" du Code minier définit les "Dispositions sociales" notamment les "Conditions de travail et santé et sécurité au travail".
Au Canada, le Québec et l'Ontario possèdent aussi une réglementation sur la santé et la sécurité au travail dans le domaine minier. La plupart de leur réglementation découle de retours d'expérience basés sur l'analyse d'accidents souvent mortels ou ayant occasionné des mutilations ou d'autres séquelles graves aux travailleurs.
Avant 1925, le travail de mineur était très difficile et dangereux notamment à cause des coups de poussière, des risques de chute dans des monteries, des éboulis.
La plupart des accidents étaient mortels.
À noter, les risques liés à l'explosion de bâtons de dynamite jusqu'à leur remplacement par des explosifs plus puissants et plus faciles à manipuler, comme ceux de la famille des plastics.
Avec l'évolution des machines et engins mécaniques, les travaux sont devenus moins difficiles physiquement et ont diminué les risques. Citons l'apparition des chargeuses-navettes, foreuse à flèches diesel, boulonneuse et foreuse Long-Trou. Malgré la modernisation, certaines machines comme la foreuse à béquille, foreuse horizontale, chargeuse pneumatique sur rail et sur roue continuent à être utilisées dans plusieurs petites exploitations minières souterraines pour leur faible coût d'exploitation [réf. souhaitée].
La modernisation a augmenté certains risques comme l'écrasement d'un mineur par un engin, les intoxications au CO2 et les coups de chaleur dans les mines fortement mécanisées [réf. souhaitée]. À noter, l'expansion durant un certain temps[réf. souhaitée] de la silicose, une maladie professionnelle irréversible.
Un des objectifs des ingénieurs et de la direction est la diminution des risques, et la formation et l'information des travailleurs sur ces risques et sur les précautions à prendre pour ne pas causer ou être victime d'un accident.
Les lieux de travail sont aujourd'hui plus sûrs malgré d'occasionnels événements malheureux.

## Évocation dans les arts

### Littérature
- Les Temps difficiles 1854, roman de Charles Dickens : sur l'enfer de la classe ouvrière, et les conditions odieuses des mineurs dans la ville de Coketown. Avant lui, Friedrich Engels a développé ces mêmes thèmes dans le Manifeste du Parti communiste 1848.
- Les Indes noires (1877), roman de Jules Verne : sur les houillères d’Écosse.
- L'Étoile du sud  (1884), roman de Jules Verne se passant en Afrique du Sud, pays du diamant
- Germinal (1885), roman d'Émile Zola évoquant le travail dans les mines de charbon du Nord de la France
- Louis Lengrand mineur du nord (1974), propos recueillis par Maria Craipeau
- Mineur de fond  (1991), Augustin Viseux.

### Peinture
- Constantin Meunier, peintre et sculpteur réaliste de la vie ouvrière.
- Ignace-François Bonhommé, peintre français représentant dans ses œuvres la vie industrielle au XIXe siècle.

### Musique
- Le chant de la mine oratorio d'Eugène Bozza sur un livret de José Bruyr, 1956[13].

- Les Corons de Pierre Bachelet est une chanson sortie en 1982 et devenue culte dans le nord de la France. Les supporteurs de Lens l'ont pris comme hymne de leur club de foot, le Racing Club de Lens.

- Gueules noires et Noir combat, titres figurant sur l'album Live du groupe français Hors Contrôle sorti en 2002, traitent de l'insurrection minière.

### Cinéma

#### Films documentaires
- Charbons ardents : En 1984, des mineurs licenciés rachètent leur mine, 1998.
- Hommes de la nuit (Les), Film de Henri Fabiani, 1952  Fiche du film
- Mineurs de France, 1947
- La Mine, les Mineurs au cinéma, 2011 (compilation)[14].
- L'Épopée des gueules noires, de Fabien Béziat et Hugues Nancy, 2017[15].

#### Fiction
- La Tragédie de la mine (Kameradschaft) (1931), réalisé par Georg Wilhelm Pabst.
- Germinal (1913), réalisé par Albert Capellani
- Grisou (1938), réalisé par Maurice de Canonge
- Germinal (1963), réalisé par Yves Allégret
- Germinal (1993), réalisé par Claude Berri : avec notamment Miou-Miou, Renaud et Gérard Depardieu
- Les Virtuoses (1996), réalisé par Mark Herman : histoire d'un brass band anglais tentant de continuer lors de la fermeture de la mine.
- Gueules noires (2023), réalisé par Mathieu Turi

## Galerie

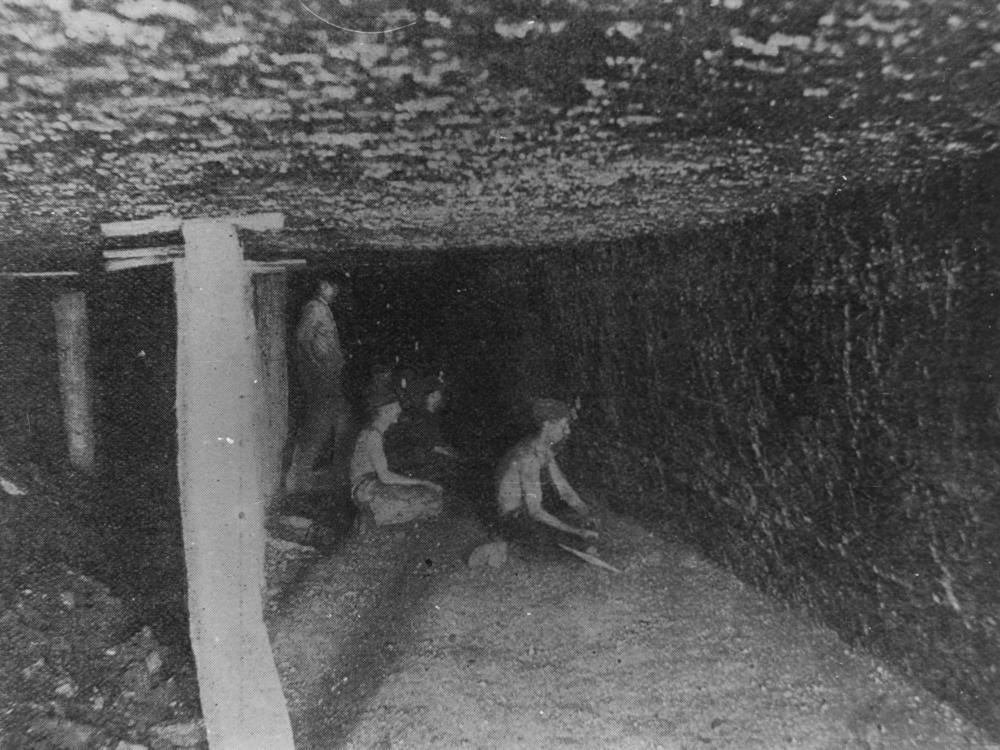
En 1905, près d'Ipswich (Australie).
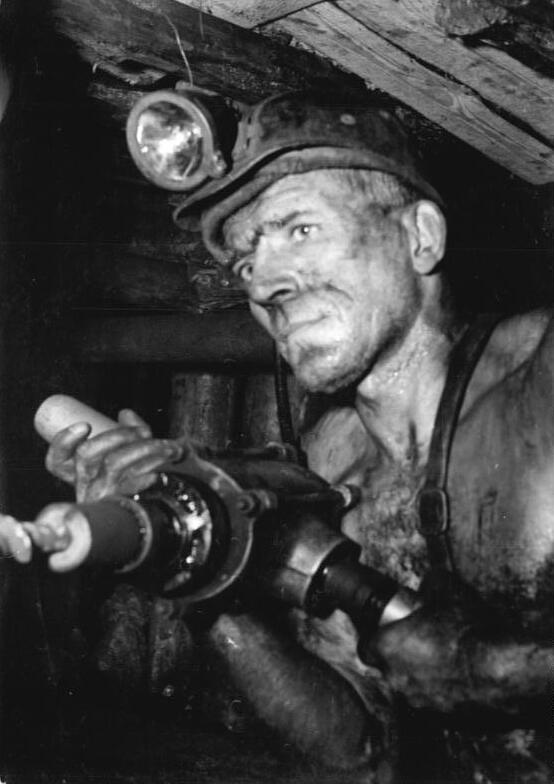
Gros plan sur un mineur.
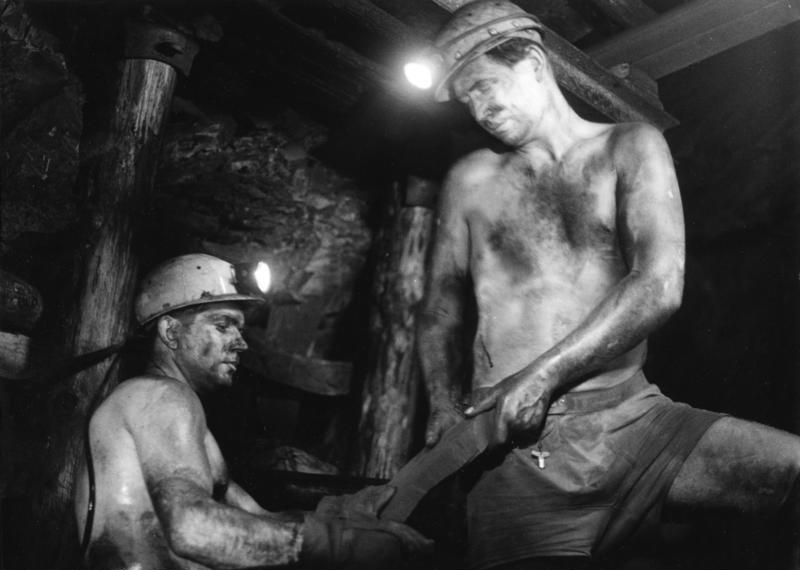
Deux mineurs.
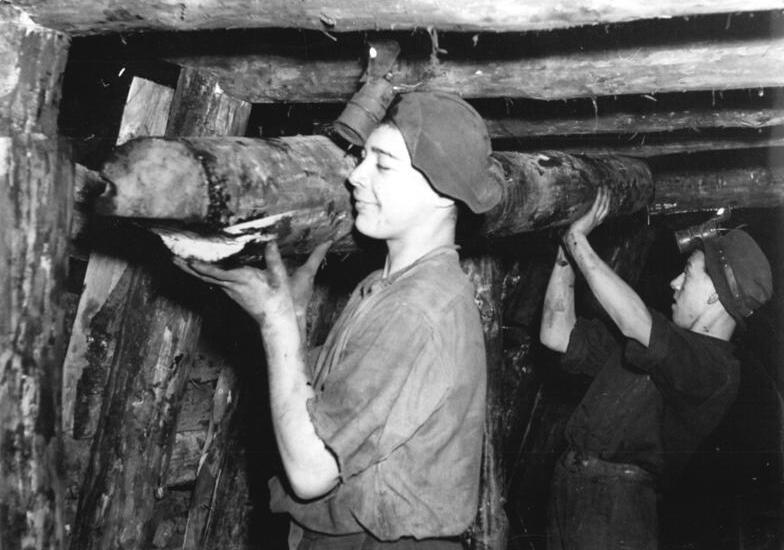
Femme.
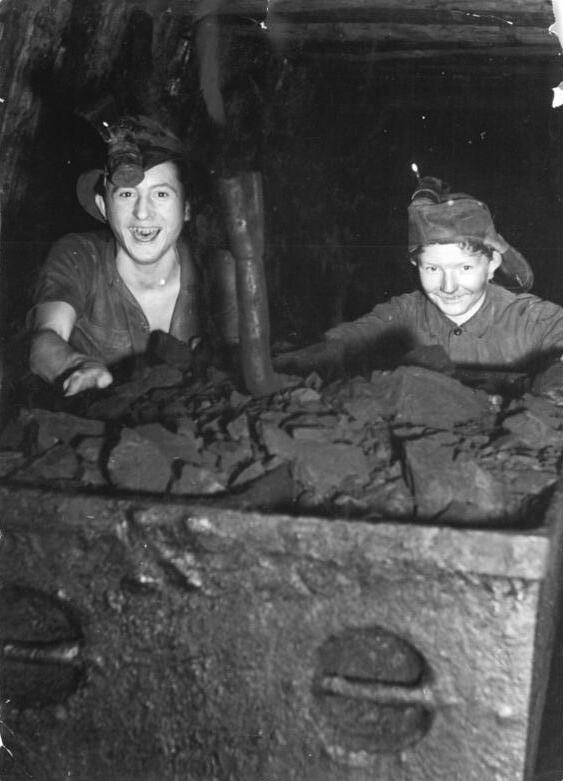
Enfants.
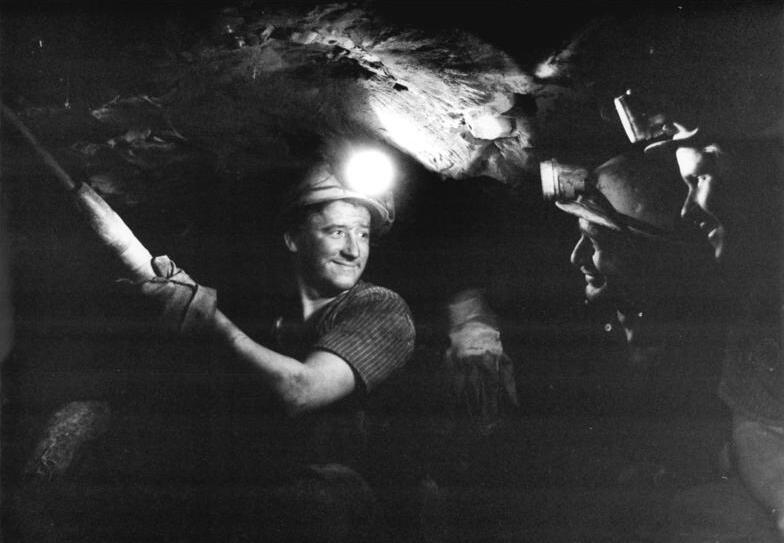
Mineurs.